# Penny Tai
Penny Tai (chiń. 戴佩妮; pinyin Dái Peìnī; ur. 22 kwietnia 1978 w Johorze) – malezyjska piosenkarka mandopopowa i autorka tekstów.
Penny Tai urodziła się w Malezji w rodzinie wywodzącej się z grupy etnicznej Hakka o chińskich korzeniach. Pierwsze piosenki zaczęła pisać w wieku 17 lat, startując w konkursie pisania piosenek Halo Song w Kuala Lumpur. W 1999 roku podpisała kontrakt z tajwańskim oddziałem EMI Music i przeprowadziła się do Tajwanu, by kontynuować karierę, jako piosenkarka i autorka tekstów. Swój pierwszy album Penny wydała w styczniu 2000 roku.

## Dyskografia
1. Penny (1 stycznia 2000 r.[3])
2. How's That? (怎样) (22 stycznia 2001 r.)
3. Just Sing It (13 kwietnia 2002 r.)
4. No Penn, No Gain (24 marca 2003 r.)
5. So Penny (9 lutego 2004 r.) · wybór wcześniejszych kompozycji z dodatkiem nowych piosenek
6. Crazy Love (爱疯了) (31 marca 2005 r.)
7. iPenny (6 października 2006 r.)
8. Forgive Me For Being The Girl I Am (原谅我就是这样的女生) (16 maja 2009 r.)
9. <Rosa multiflora> Live Concert (野蔷薇) (16 września 2010 r.)
10. On the Way Home (回家路上) (1 listopada 2011 r.)
11. Unexpected (純屬意外) (27 maja 2013 r.)
12. Thief (賊) (13 sierpnia 2016 r.)